# Frieda Fischer (Malerin)
Frieda Fischer (geb. Liebig; * 1886 in Lessen, Landkreis Graudenz; † 1966 in Rio de Janeiro) war eine deutsche Malerin.

## Leben
Liebig war die Tochter eines Apothekers und einer Pfarrerstochter. Mit 19 Jahren machte sie als Sängerin auf sich aufmerksam. In einem Zeitungsbericht vom 5. Dezember 1905 hieß es:

„In dem ersten Adventskonzert in der Drei-Königenkirche lernten wir eine neue Sängerin in Frl. Frieda Liebig kennen […] Ihre Ausbildung ist noch nicht abgeschlossen, indes läßt der Vortrag der jungen Sängerin recht Gutes von der Zukunft erwarten“

Parallel zum Gesangsunterricht studierte sie Malerei im Studio Gabel in Elbing. Hier entstanden erste Gemälde.
1908 heiratete Frieda Liebig den aus Kleve stammenden Zollbeamten Max Fischer, dem sie von 1910 bis 1914 an seinen Dienstort an die russisch-deutsche Reichsgrenze in Paaschken im Landkreis Memel folgte. Nach dem Ersten Weltkrieg zogen sie nach Kassel, später nach Flensburg und 1937 nach Heidelberg, von wo aus sie sich nach dem Ruhestand ihres Mannes in Neckargemünd ein Haus als Alterssitz baute.
Bei ihren Reisen nach Helgoland oder Südtirol entstanden viele Bilddokumente, meist im Kleinformat und vorwiegend als Aquarell ausgeführt. Hauptarbeiten waren jedoch Bilder aus Ostpreußen, Landschaften an der Ostsee, reetgedeckte Bauernhäuser des Memellandes und Stadtansichten wie beispielsweise von Elbing.
Wenige Monate vor ihrem Tod löste sie ihren Wohnsitz in Deutschland auf und zog zu ihrem 1921 in Kassel geborenen und in der Zwischenzeit nach Brasilien ausgewanderten Sohn.

## Werke
Bilder:
- Sonnenaufgang über der Ostsee bei Zoppot, 1907
- Bauernhof Grobst in Paaschken, 1912